# گیرگی موزاکا
گیرگی موزاکا (آلبانیایی: Gjergji Muzaka؛ زادهٔ ۲۶ سپتامبر ۱۹۸۴) بازیکن فوتبال اهل آلبانی است.
از باشگاه‌هایی که در آن بازی کرده‌است می‌توان به باشگاه فوتبال دینامو تیرانا، باشگاه فوتبال پارتیزانی تیرانا، باشگاه فوتبال اسکندربو کورچه، باشگاه فوتبال ایراکلیس ۱۹۰۸، و باشگاه فوتبال تیرانا اشاره کرد.
وی همچنین در تیم‌های ملی فوتبال زیر ۲۱ سال آلبانی و آلبانی بازی کرده‌است.